# Ardisia creaghii
Ardisia creaghii är en viveväxtart som beskrevs av Ridley. Ardisia creaghii ingår i släktet Ardisia och familjen viveväxter. Inga underarter finns listade i Catalogue of Life.